# コープのおいしめし
『コープのおいしめし』とは、2010年4月5日から中国地方および香川県の日本テレビ系列で放送されている料理番組である。コープCSネットと中国5県の生活協同組合提供。

## 概要
料理のプロがコープ商品を使った簡単でおいしいレシピを紹介する。また、不定期に特別番組が放送されている。

## 出演者
料理店のシェフがプロとして出演。それにアシスタントがサポートする形で進行している。

### 現在
アシスタント
- 国光かよこ

### 過去
アシスタント
- 檜垣直子（ - 2011年3月21日[3]）
- 徳永真紀（2011年4月4日[4] - 2011年12月11日[5]）
- 大下美穂子（2012年1月9日[6] - 2014年3月17日[7]、風見しんごの実妹）
- 真喜理子（2014年3月24日[8] - 2014年8月4日[9]）
- 瀬戸彩華

## 放送時間
- 月曜日 11:25 - 11:30[補足 3]

## 放送局
以下の、日本テレビ系列で放送されている。コープCSネット自体は、中国地方・四国地方を担当エリアにしているが、四国地方の愛媛県（南海放送）・徳島県（四国放送）・高知県（高知放送）に、日本テレビ系列局が所在するものの放送はされず、当地域の生協は提供に加わっていない。
| 放送対象地域  | 放送局       | 系列           | 放送日時             | 担当生協              | 備考                                           |
| ------------- | ------------ | -------------- | -------------------- | --------------------- | ---------------------------------------------- |
| 広島県        | 広島テレビ   | 日本テレビ系列 | 月曜日 11:25 - 11:30 | 生協ひろしま          | 制作局（2018年8月27日以降）                    |
| 鳥取県 島根県 | 日本海テレビ | 日本テレビ系列 | 月曜日 11:25 - 11:30 | 鳥取県生協 生協しまね |                                                |
| 山口県        | 山口放送     | 日本テレビ系列 | 月曜日 11:25 - 11:30 | コープやまぐち        |                                                |
| 岡山県 香川県 | 西日本放送   | 日本テレビ系列 | 月曜日 11:25 - 11:30 | おかやまコープ -      | 香川県の「コープかがわ」は提供に入っていない。 |

### 補足
1. 1 2  生活協同組合連合会コープ中国四国事業連合[1]。
2. ↑  鳥取県生協・生協しまね・おかやまコープ・生協ひろしま・コープやまぐち。2017年8月7日放送分から明記[2]
3. ↑  2018年2月19日の放送は編成上の都合で、各局放送時間が異なり、西日本放送は2月18日の同時刻に、広島テレビは2月20日 10:55 - 11:00に放送。